# Mycetophila mohilivensis
Mycetophila mohilivensis är en tvåvingeart som beskrevs av Dziedzicki 1884. Mycetophila mohilivensis ingår i släktet Mycetophila och familjen svampmyggor. Inga underarter finns listade i Catalogue of Life.